# Distretto di Halle
Il distretto di Halle (Bezirk Halle) era uno dei 14 distretti in cui era divisa la Repubblica Democratica Tedesca, esistito dal 1952 al 1990. La sede amministrativa era Halle/Saale, che era anche la città principale. 

## Storia
Il distretto, istituito il 25 luglio 1952, venne sciolto il 3 ottobre 1990 dopo la riunificazione tedesca, diventando nuovamente parte del Land Sassonia-Anhalt, ad eccezione del circondario di Artern che fu incorporato al Land Turingia.

## Localizzazione
Il distretto confinava con quelli di Magdeburgo, Potsdam, Cottbus, Lipsia, Gera ed Erfurt.

## Suddivisione amministrativa
Il distretto di Halle era diviso in 23 circondari: 3 urbani (Stadtkreise) e 20 rurali (Landkreise).
Circondari urbani: 
- Dessau
- Halle/Saale
- Halle-Neustadt

Circondari rurali: 
- Artern
- Aschersleben
- Bernburg
- Bitterfeld
- Eisleben
- Gräfenhainichen
- Hettstedt
- Hohenmölsen
- Köthen
- Merseburg
- Naumburg
- Nebra
- Quedlinburg
- Querfurt
- Roßlau
- Saalkreis
- Sangerhausen
- Weißenfels
- Wittenberg
- Zeitz